# Mythicomyia concinna
Mythicomyia concinna är en tvåvingeart som beskrevs av Axel Leonard Melander 1961. Mythicomyia concinna ingår i släktet Mythicomyia och familjen svävflugor.
Artens utbredningsområde är Kalifornien. Inga underarter finns listade i Catalogue of Life.